# Unbroken
Unbroken va ser un grup estatunidenc de hardcore punk originari del Comtat de San Diego i actiu entre 1991 i 1995. Durant la seva breu trajectòria, el grup va publicar dos àlbums d'estudi: Ritual (1993) i Life. Love. Regret. (1994), amb el segell New Age Records, i d'altres enregistraments esparsos.
El grup va estar integrat pel vocalista David Claibourne, el baixista Rob Moran, el bateria Todd Beattie i els guitarristes Steven Miller i Eric Allen. Després del suïcidi d'Allen el 1998, la banda només es va compondre de quatre membres per a concerts esporàdics.

## Trajectòria
Unbroken es va fundar el 1991 després de dissoldre's el primer projecte d'Eric Allen i Todd Beatie, Deadline, quan tenien tots entre 16 i 19 anys. Tots els seus membres eren straight edge i, d'acord amb aquest estil de vida, la banda es va posar el nom d'Unbroken per a posar èmfasi en l'abstinència de drogues.
Després de gravar la cançó «Unheard» per al recopilatori It's For Life (compartit amb Mouthpiece, Lifetime, Strife, Flagman, Mean Season, Resurrection i Reveal), el grup va llançar el senzill You Won't Be Back. El 1993, Unbroken va debutar amb l'àlbum Ritual, seguit un any després pel mític Life. Love. Regret.. El 1994, Justin Pearson (amic de la banda) va fundar Three One G, essent el seu primer llançament el senzill And / Fall on Proverb.
El quintet va girar pels Estats Units en dues ocasions, a mitjan 1993 i 1994, i entre 1994 i inicis de 1995, van estar tocant a Europa. El quintet va fer un recés el 1995 ja que, segons els seus membres, Unbroken s'estava convertint en una banda de rock & roll. Més endavant va aparèixer Circa 77 que contenia les seves dues últimes cançons gravades: «Absentee Debate» i «Crushed On You».
El 21 de juny del 1998, el guitarrista Eric Allen es va suïcidar als 24 anys d'edat. Els membres restants de la banda es van reunir el 28 de novembre del mateix any per a fer un concert a San Bernardino en benefici de la seva família, juntament amb els grups Outspoken, The Crimson Curse, The Setup i Palpatine.
Indecision Records va editar dues recopilacions: It's Getting Tougher to Say the Right Things (2000) amb els seus singles i aparicions en recopilatoris, i Death of True Spirit (2003) amb els seus dos àlbums íntegrament.
El 2009, Brian Peterson, escriptor, membre de Revelation Records i involucrat en l'escena hardcore de la dècada del 1990, va publicar un llibre titulat Burning Fight: The Nineties Hardcore Revolution in Ethics, Politics, Spirit, and Sound, amb 108, Los Crudos, Converge i Texas Is The Reason. La publicació del llibre va marcar el retorn de Unbroken realitzant dos concerts de retorn a San Diego i Pomona.
El setembre de 2011 van recórrer Llatinoamèrica començant a Santiago, Xile el dia 10, el 17 a Buenos Aires i culminant el 18 a Sao Paulo. L'abril de 2012, van fer una petita gira tocant a Mèxic, Bèlgica, Alemanya, Àustria, Itàlia i la República Txeca El grup va recaptar més de 30 mil dòlars per a diverses organitzacions benèfiques de tot el món. El novembre del 2014, la banda va celebrar el 20è aniversari de Life. Love. Regret. a Los Angeles, amb Strife, Mean Season, Trial i Xibalba com a grups convidats.

## Influències
A més de prendre com a referència el moviment youth crew, Unbroken es va inspirar en Joy Division, Slayer,Integrity, Judge, Drive Like Jehu i Jawbreaker.
Life. Love. Regret. és l'àlbum més aclamat de la banda i ha estat important per al desenvolupament tant del hardcore com el metalcore. Vein ha esmentat el grup com a referent. Diverses bandes internacionals han fet versions d'Unbroken, com Cult of Luna, Caliban, Plans Mistaken For Stars, Shikari, Cataract, Searching For Chin, Setup, Panic, Sadako, Balaclava, Loyal To The Grave, Burial Year, Golden Gorilla, Thirty Seconds Until Armageddon, Children, Blood In Blood Out i Fallen.

## Discografia

### Àlbums d'estudi
- Ritual (1993)
- Life. Love. Regret. (1994)